# Christina Tapper Östberg
Christina Elisabeth Tapper Östberg, tidigare Karlsson, Thuring och Östberg, född 20 maj 1968 i Edefors församling i Norrbottens län, är en svensk politiker (sverigedemokrat). Hon är ordinarie riksdagsledamot sedan 2014, invald för Skåne läns norra och östra valkrets sedan 2018 (dessförinnan Kalmar läns valkrets 2014–2018).
Christina Tapper Östberg växte upp i Harads i Norrbotten. Hon invaldes i Sveriges riksdag 2014. Hon bor utanför Söderhamn.